# Nahariya Northern Stars
I Nahariya Northern Stars sono stati una squadra di football americano di Nahariya, in Israele; la squadra è stata fondata nel 2010 come Acre Northern Stars, per assumere il nome definitivo dalla stagione 2012-2013.

## Dettaglio stagioni

### Tornei nazionali

#### Campionato

##### IFL
| Stagione | regular season | regular season | regular season | regular season | regular season | regular season | playoff | playoff | playoff | playoff | playoff | playoff   | playoff    |
|          | Vin            | Par            | Per            | Tot            | PF             | PS             | Vin     | Per     | Tot     | PF      | PS      | risultato | avversaria |
| -------- | -------------- | -------------- | -------------- | -------------- | -------------- | -------------- | ------- | ------- | ------- | ------- | ------- | --------- | ---------- |
| 2011-12  | 1              | 0              | 9              | 10             | 126            | 606            | -       | -       | -       | -       | -       | -         | -          |
| 2012-13  | 1              | 0              | 9              | 10             | 97             | 549            | -       | -       | -       | -       | -       | -         | -          |
| 2013-14  | 2              | 0              | 8              | 10             | 82             | 507            | -       | -       | -       | -       | -       | -         | -          |
| Totale   | 4              | 0              | 26             | 30             | 305            | 1662           | -       | -       | -       | -       | -       |           |            |

Fonti: Enciclopedia del Football - A cura di Roberto Mezzetti